# Moulin Rouge!
Moulin Rouge! (eng. Moulin Rouge!) je australsko-američki romantični mjuzikl iz 2001. godine kojeg je režirao, producirao i napisao Baz Luhrmann. U filmu se mladi engleski pjesnik Christian (Ewan McGregor) zaljubi u smrtno bolesnu zvijezdu Moulin Rougea, glumicu i kurtizanu Satine (Nicole Kidman). 
Film Moulin Rouge je polučio značajan komercijalni i kritičarski uspjeh. Nominiran je u 8 kategorija za prestižnu filmsku nagradu Oscar uključujući one za najbolji film i najbolju glavnu glumicu (Kidman); osvojio je dvije nagrade - za najbolju scenografiju i kostimografiju. Moulin Rouge je prvi mjuzikl koji je bio nominiran za Oscara za najbolji film nakon punih 10 godina (do tada je posljednji bio Disneyjev animirani hit Ljepotica i zvijer). 

## Radnja
Radnja filma započinje 1900. godine kada depresivni pisac imena Christian sjedi za svojim stolom i započinje pisati na pisaćoj mašini ("Nature Boy").
Vraćamo se godinu dana ranije, u 1899. godinu, kada se Christian preselio u okrug Montmartre u Parizu kako bi postao jedan od pisaca tadašnjeg boemskog pokreta. Uskoro upoznaje ostale umjetnike predvođene Toulouseom-Lautrecom; zbog njegovih spisateljskih vještina oni uspijevaju završiti svoju predstavu naziva "Spectacular Spectacular" koju namjeravaju prodati Haroldu Zidleru, vlasniku Moulin Rougea. Svi zajedno dolaze u Moulin Rouge baš u trenutku kada Zidler skupa sa svojim plesačima izvodi performans za publiku ("Lady Marmalade/Zidler's Rap (Can Can)/Smells Like Teen Spirit"). Toulouse-Lautrec dogovara sastanak Christiana sa Satine, zvijezdom kurtizanom u njezinim privatnim odajama kako bi joj prezentirao njihov rad, nesvjestan činjenice da je Zidler obećao Satine bogatom, beskrupuloznom Vojvodi od Monrotha koji je ujedno i potencijalni investitor cabareta ("Sparkling Diamonds"). Vrlo rano u filmu otkriva se da Satine boluje od tuberkuloze. 
Satine slučajno zamijeni Christiana za Vojvodu i pleše pred njim prije nego što se skupa povuku u njezine privatne odaje kako bi "razgovarali" o detaljima ("Rhythm of the Night"); međutim ona uskoro otkrije da je on samo pisac iako se već do tog trenutka Christian zaljubio u nju ("Your Song"). Vojvoda ih prekida; Christian i Satine se pretvaraju da vježbaju scenu iz nove predstave Moulin Rougea - "Spectacular Spectacular". Uz pomoć Zidlera, Toulousea-Lautreca i ostatka skupine, svi zajedno predlože Vojvodi novu, poboljšanu verziju radnje predstave koja uključuje zlog maharadžu koji pokušava zavesti Indijsku kurtizanu koja je, pak, zaljubljena u ubogog svirača ("The Pitch (Spectacular Spectacular)"). Vojvoda pristaje sponzorirati predstavu pod uvjetom da se jedino on smije nalaziti sa Satine. U međuvremenu, Satine objašnjava Christianu svoje želje da napusti Moulin Rouge i postane "prava glumica" ("One Day I'll Fly Away"). Christian kasnije ponovno dolazi do Satine kako bi je uvjerio da i ona njega voli ("Elephant Love Medley"). Kako se cabaret polagano pretvara u kazalište, Christian i Satine nastavljaju se viđati pod krinkom da vježbaju njezine dijaloge iz teksta. Vojvoda uskoro postane ljubomoran te upozorava Zidlera da će prestati financirati predstavu; Zidler dogovara večeru između njega i Satine, ali tijekom vježbe ona padne u nesvijest ("Górecki"). Te iste večeri Zidler se ispričava Vojvodi tvrdeći da se Satine otišla ispovjediti ("Like a Virgin"). Zidler saznaje da Satine boluje od tuberkuloze i da joj se stanje pogoršalo te da joj nije ostalo puno života. Satine pokušava uvjeriti Christiana da njihova veza ugrožava predstavu, ali joj on odgovara pišući tajnu ljubavnu pjesmu koju ubacuje u predstavu, a koja pojačava njihovu ljubav ("Come What May").
Dok Vojvoda promatra Christiana i Satine kako uvježbavaju tekst, Nini (ljubomorna glumica) mu govori da je cijela predstava zapravo metafora za situaciju u kojoj se njih troje nalaze. Bijesan, Vojvoda zahtijeva da se kraj predstave promijeni te da kurtizana ostane s maharadžom; Satine se nudi da provede noć s Vojvodom kako bi zadržali originalni kraj. Dok se nalazi u odajama Vojvode, Satine vidi Christiana kroz prozor i shvaća da ipak ne može napraviti to što želi ("El Tango de Roxanne: Roxanne/Tanguera"). Vojvoda ju pokuša silovati, ali ju spašava Le Chocolat, jedan od plesača iz cabareta te se ona ponovno sastane s Christianom koji ju moli da skupa pobjegnu. U međuvremenu Vojvoda govori Zidleru da će naručiti ubojstvo mladog Christiana ako Satine ne bude njegova. Zidler sve to govori Satine, ali nakon što ona odbije on joj konačno govori da je smrtno bolesna ("A Fool to Believe"). Zbog toga što se boji za Christianov život, Satine mu govori da se njih dvoje više ne smiju viđati i da će ona ostati s Vojvodom ("The Show Must Go On"). Christian je pokuša slijediti, ali mu više nije odobren ulazak u Moulin Rouge te on pada u duboku depresiju iako ga njegov prijatelj Toulouse-Lautrec uvjerava da ga Satine voli.
U noći premijere predstave, Christian potajno ulazi u Moulin Rouge spreman platiti Satine kako bi mu ova uzvratila ljubav baš kao što je to uspio Vojvoda ("Hindi Sad Diamonds"). On ulovi Satine netom prije nego ona treba izaći na pozornicu i zahtijeva od nje da mu u lice kaže da ga ne voli. Odjednom se njih dvoje nađu pod svjetlima pozornice; Zidler uspijeva uvjeriti publiku da je Christian zamaskirani svirač. Christian ljutito odbija Satine i odlazi s pozornice zbog čega iz publike Toulouse-Lautrec zavapi: "Najveća stvar koju ćeš ikada naučiti jest voljeti i biti voljen" što Satine natjera da započne pjevati tajnu ljubavnu pjesmu koju je Christian napisao. On se vraća na pozornicu i njih dvoje zapjevaju zajedno. Vojvodin tjelohranitelj pokuša ubiti Christiana, ali ga sprečavaju Toulouse-Lautrec i La Petite Princesse (plesačica iz Moulin Rougea) dok Zidler spriječi samog Vojvodu u pokušaju ubojstva. Vojvoda ljutito napušta cabaret dok Christian i Satine završavaju svoju pjesmu ("Come What May (repriza)", "Coup d'État (Finale)").
Kada se zastori spuste, Satine pada na pod. Ona i Christian zaklinju se na obostranu ljubav prije nego što ona umre. Godinu dana kasnije saznajemo da se Moulin Rouge zatvorio, a Christian piše priču o njihovoj zajedničkoj ljubavi, o "ljubavi koja će živjeti zauvijek" ("Nature Boy (repriza)"). 

## Glumačka postava
- Nicole Kidman kao Satine
- Ewan McGregor kao Christian
- Jim Broadbent kao Harold Zidler
- Richard Roxburgh kao Vojvoda od Monrotha
- John Leguizamo kao Henri de Toulouse-Lautrec
- Jacek Koman kao narkoleptični Argentinac
- Caroline O'Connor kao Nini
- Garry McDonald kao doktor
- Keith Robinson kao Le Pétomane
- Natalie Mendoza kao China Doll
- David Wenham kao Audrey
- Kiruna Stamell kao La Petite Princesse
- Deobia Oparei kao Le Chocolat

## Pozadina projekta

### Inspiracija
Na upit što ga je inspiriralo za film Moulin Rouge, redatelj Luhrmann je rekao:
U DVD komentarima filma redatelj Luhrmann je otkrio da je inspiraciju također vukao i iz grčke tragedije Orfej. Legenda o Orfeju kaže da je on bio glazbeni genij koji se nalazio daleko ispred svog vremena; filmaši koji su radili na Moulin Rougeu odlučili su koristiti poznate pjesme skladane od sredine pa sve do kraja 20. stoljeća, dakle mnogo desetljeća nakon stvarnog odvijanja radnje u filmu. Na taj način, glavni lik Christiana doimlje se kao da je daleko ispred svog vremena kao glazbenik i pisac u odnosu na ostale likove u filmu. 

### Produkcija
Produkcija filma započela je u studenom 1999. godine i dovršena je u svibnju 2000. godine uz budžet od 52,5 milijuna dolara. Samo snimanje prošlo je uglavnom bez poteškoća izuzev jedinog većeg problema koji se dogodio kada je Nicole Kidman ozlijedila rebra tijekom snimanja komplicirane plesne točke. Budući da je produkcija premašila dogovoreno vrijeme snimanja, neke scene su morale biti snimljene u Madridu, jer su studiji u kojima se snimalo do tada morali biti oslobođeni radi snimanja drugog filma u kojem je također glumio Ewan McGregor - Zvjezdani ratovi: Klonovi napadaju. 

## Kino distribucija i priznanja
Prvotni plan je bio da službena kino distribucija filma Moulin Rouge započne na Božić 2000. godine u jeku oskarovskih filmova. Međutim, kompanija 20th Century Fox ipak je pomaknula distribuciju na proljeće kako bi redatelju Bazu Luhrmannu dala više vremena za post-produkciju. Film je svoju svjetsku premijeru imao na filmskom festivalu u Cannesu 9. svibnja 2001. godine i time otvorio festival.
Na popularnoj internetskoj stranici Metacritic film ima prosječnu ocjenu 66/100 temeljenu na 35 zaprimljenih kritika, dok na drugoj internetskoj stranici Rotten Tomatoes film ima 76% pozitivnih ocjena temeljenih na 187 objavljenih kritika. U prosincu 2001. godine Moulin Rouge proglašen je najboljim filmom godine od strane gledatelja britanskih filmskih programa.

## Nagrade i nominacije
Nacionalni odbor za recenziju filmova proglasio je Moulin Rouge najboljim za 2001. godinu. Sam film dobio je 6 nominacija za nagradu Zlatni globus uključujući one za najbolji film (mjuzikl/komedija), najbolju glumicu (mjuzikl/komedija), najboljeg glumca (mjuzikl/komedija), najbolju originalnu glazbu, najboljeg redatelja i najbolju pjesmu ("Come What May"). U konačnici osvojio je tri nagrade uključujući i onu za najbolji film (mjuzikl/komedija). Nekoliko tjedana kasnije film je dobio čak 12 nominacija za britansku nagradu BAFTA što ga je te godine učinilo najnominiranijim naslovom. Na kraju je osvojio tri nagrade uključujući i onu za najboljeg sporednog glumca (Jim Broadbent). 
Film Moulin Rouge dobio je 8 nominacija za prestižnu filmsku nagradu Oscar uključujući one za najbolju glavnu glumicu (Nicole Kidman) i najbolji film godine. Baz Luhrmann nije nominiran za Oscara u kategoriji najboljeg redatelja zbog čega je voditeljica ceremonije Whoopi Goldberg komentirala: "Pretpostavljam da je Moulin Rouge sam sebe režirao". U konačnici film je osvojio dvije nagrade Oscar - za najbolju kostimografiju i scenografiju]. Zanimljivo je da je jedina originalna pjesma u filmu ("Come What May") diskvalificirana iz nominacija za nagradu Oscar budući je originalno napisana (iako nikad iskorištena) za Luhrmannov prethodni film Romeo + Julia.
Časopis Entertainment Weekly stavio je Moulin Rouge na listu najboljih filmova desetljeća uz komentar: "Luhrmannova filmska mješavina tripa i pop kulture iz 2001. godine je velika estetska oda poeziji, strasti i Eltonu Johnu. Toliko je dobra da ćemo mu oprostiti Australiju."

### Oscar
Film Moulin Rouge imao je 8 nominacija za nagradu Oscar, a osvojio je dvije nagrade.
- Najbolja scenografija - Catherine Martin i Brigitte Broch
- Najbolja kostimografija - Catherine Martin i Angus Strathie
- Najbolji film - Fred Baron, Baz Luhrmann i Martin Brown
- Najbolja glumica - Nicole Kidman
- Najbolja kamera - Donald McAlpine
- Najbolja montaža - Jill Bilcock
- Najbolja maska - Maurizio Silvi i Aldo Signoretti
- Najbolji zvuk - Andy Nelson, Anna Behlmer, Roger Savage i Guntis Sics

### Zlatni globus
Film Moulin Rouge imao je 6 nominacija za nagradu Zlatni globus, a osvojio je tri.
- Najbolji film (mjuzikl/komedija)
- Najbolja glumica (mjuzikl/komedija) - Nicole Kidman
- Najbolja originalna glazba - Craig Armstrong
- Najbolji redatelj - Baz Luhrmann
- Najbolji glumac (mjuzikl/komedija) - Ewan McGregor
- Najbolja originalna pjesma - "Come What May" (David Baerwald)

### BAFTA
Film Moulin Rouge imao je 12 nominacija za britansku nagradu BAFTA, a osvojio je tri nagrade.
- Najbolji sporedni glumac - Jim Broadbent
- Najbolji zvuk - Andy Nelson, Anna Behlmer, Roger Savage i Guntis Sics
- Nagrada Anthony Asquith za najbolju filmsku glazbu - Craig Armstrong i Marius De Vries
- Najbolji film - Fred Baron, Baz Luhrmann i Martin Brown
- Najbolji originalni scenarij - Baz Luhrmann i Craig Pearce
- Najbolja montaža - Jill Bilcock
- Najbolja kamera - Donald McAlpine
- Najbolja kostimografija - Catherine Martin i Angus Strathie
- Najbolja scenografija - Catherine Martin
- Najbolja maska - Maurizio Silvi i Aldo Signoretti
- Najbolji specijalni efekti - Chris Godfrey, Andy Brown, Nathan McGuinness i Brian Cox
- Nagrada David Lean za režiju - Baz Luhrmann

## Vanjske poveznice
- Moulin Rouge! u internetskoj bazi filmova IMDb-a
- Moulin Rouge! na Box Office Mojo
- Moulin Rouge! na Rotten Tomatoes